# Biuro „Niepodległa”
Biuro „Niepodległa”, wcześniej Biuro Programu „Niepodległa” – państwowa instytucja kultury powołana 1 lutego 2017 do obsługi Programu „Niepodległa”. Organizator wydarzeń oraz koordynator programów dotacyjnych związanych z setną rocznicą odzyskania przez Polskę niepodległości i odbudową polskiej państwowości oraz obchodów Narodowego Święta Niepodległości, w tym kampanii społecznej „Niepodległa do hymnu” oraz Festiwalu Niepodległa na Krakowskim Przedmieściu.

## Działalność

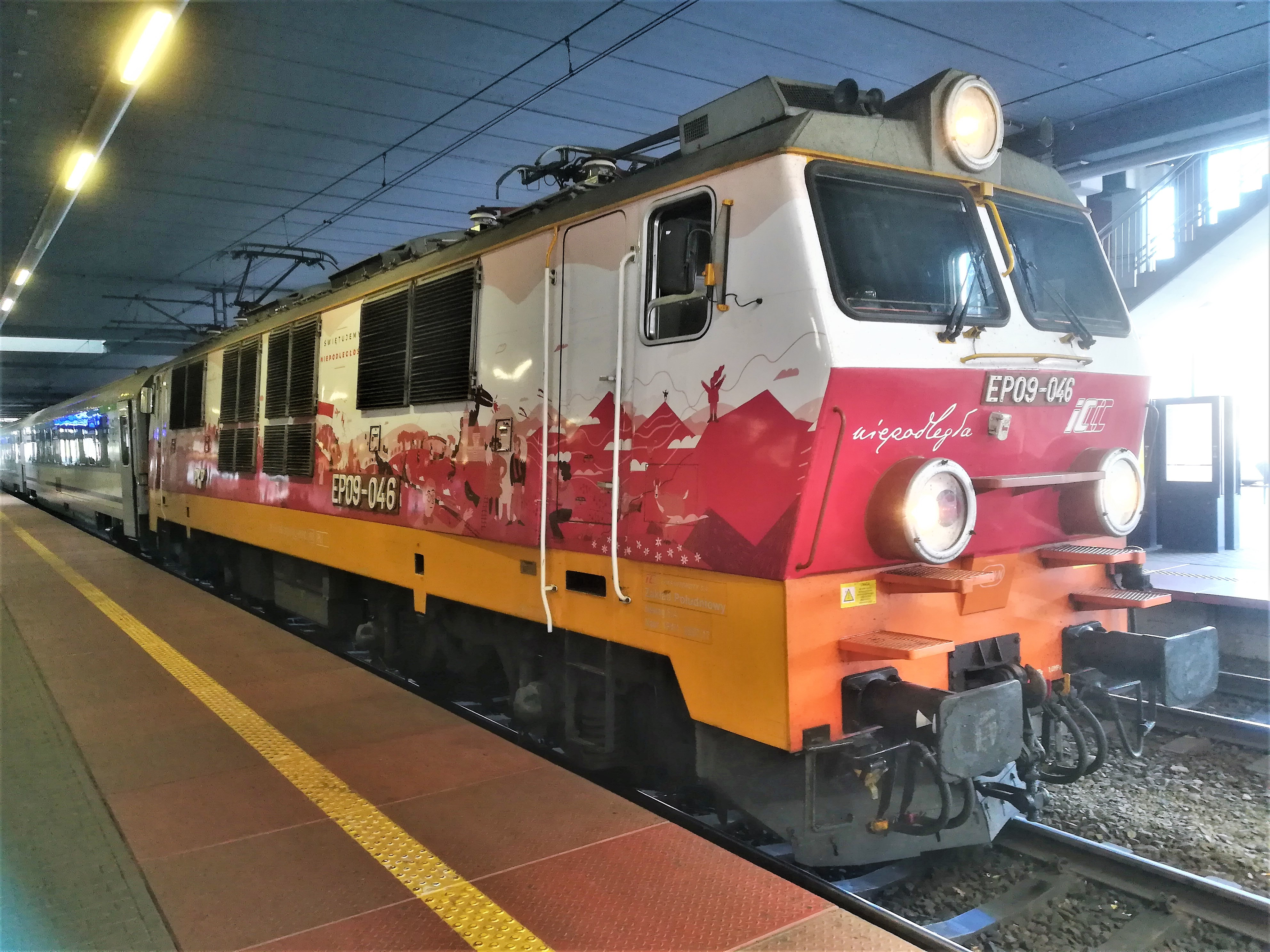
Logo „Niepodległa” na lokomotywie

Biuro Programu „Niepodległa” zostało powołane 1 lutego 2017 jako samodzielna instytucja kultury do promocji i komunikacji Programu Rządowego „Niepodległa” na lata 2017–2022, którego celem było „wzmocnienie poczucia wspólnoty obywatelskiej Polaków”. Przez pierwsze lata instytucją kierował Jan Edmund Kowalski; w grudniu 2021 na stanowisko dyrektora został powołany Wojciech Kirejczyk. Do Rady Biura, organu doradczego instytucji, w kadencji 2018–2023 należeli: Paulina Florjanowicz, Łukasz Gaweł, Wojciech Roszkowski, Piotr Tarnowski i Rafał Wiśniewski. W kadencji 2023–2028 do rady powołano: Rafała Wiśniewskiego, Jana E. Kowalskiego, Monikę Krawczyk, Karola Nawrockiego, Annę Pawłowską-Pojawę oraz Jana Żaryna.
W grudniu 2022 instytucja zmieniła nazwę na Biuro „Niepodległa”. 1 maja 2024 Biuro „Niepodległa” zostało połączone z Instytutem Adama Mickiewicza w nową państwową instytucję kultury Instytut Adama Mickiewicza.

### Logo „Niepodległa”
Logo „Niepodległa”, którym dysponuje Biuro, to element identyfikacji graficznej obchodów stulecia odzyskania przez Polskę niepodległości. Jego sygnet został stworzony na podstawie rękopisów Józefa Piłsudskiego z których wybrane zostały słowa „niepodległa” i „niepodległość”, a następnie cyfrowo obrobione i połączone w znak słowno-graficzny. Logo pojawia się w materiałach promocyjnych wydarzeń i projektów nawiązujących do setnej rocznicy odzyskania niepodległości; wykorzystywane jest przez samorządy, instytucje kultury, szkoły, związki sportowe i stowarzyszenia, a także przez spółki skarbu państwa. Przykładami zastosowania logo są np. okleiny lokomotyw Polskich Kolei Państwowych i PKP Intercity i ekspozycja na ubiorze polskich sportowców. Od maja 2017 do września 2018 logo wykorzystano w ponad 5 tys. projektów.

### Programy dotacyjne
Biuro jest operatorem dwóch programów dotacyjnych Ministerstwa Kultury i Dziedzictwa Narodowego: „Niepodległa” oraz „Koalicje dla Niepodległej”, skierowanych do samorządowych instytucji kultury oraz organizacji pozarządowych. W 2018 przyznano łącznie 10 mln zł na dotacje.

### Obchody stulecia odzyskania przez Polskę niepodległości
W 2018 Biuro zdigitalizowało i publicznie udostępniło historyczną czcionkę Brygada 1918, która została stworzona w 1928, na dziesiątą rocznicę odzyskania niepodległości. Instytucja przygotowała także główny koncert na stulecie: Koncert dla Niepodległej, który odbył się 10 listopada 2018 na Stadionie Narodowym w Warszawie oraz był transmitowany po raz pierwszy w historii polskiej telewizji na pięciu antenach. Wśród wykonawców znaleźli się m.in. Kamil Bednarek, Maryla Rodowicz, Krystyna Prońko, Ewa Farna i Muniek Staszczyk. Wydarzenie zgromadziło na stadionie 40 tys. widzów i 7 mln odbiorców przed telewizorami. Z kolei w ramach kampanii społecznej „Niepodległa do hymnu”, 11 listopada 2018 zaśpiewano w samo południe Hymn Polski w ponad tysiącu lokalizacji w Polsce i za granicą. Tego samego dnia Biuro zorganizowało także Festiwal Niepodległa na Krakowskim Przedmieściu, który obejmował parady i pokazy oraz trzy sceny na dziedzińcach Uniwersytetu Warszawskiego, Ministerstwa Kultury i Dziedzictwa Narodowego i Akademii Sztuk Pięknych w Warszawie. W wydarzeniu wzięło udział 300 tys. osób. 